# Corpus Medicorum Graecorum/Latinorum
Das Corpus Medicorum Graecorum/Latinorum (CMG/CML) war ein Forschungsunternehmen der Berlin-Brandenburgischen Akademie der Wissenschaften, das die erhaltenen medizinischen Schriften der Antike in griechischer und lateinischer Sprache in kritischen Editionen mit Übersetzungen, Namen- und Wortverzeichnissen herausgibt. Der zeitliche Rahmen reicht vom 5. Jahrhundert v. Chr. bis in die Ausläufer der Antike mit frühbyzantinischen Medizinern wie Alexander von Tralleis, Aëtios von Amida und Paulos von Aigina. Das Unternehmen wurde 1907 von Hermann Diels initiiert. Seinen Abschluss fand es 2010.

## Geschichte
Der Bedarf nach einem Editionsunternehmen für die Schriften der antiken Ärzte erwuchs aus der Tatsache, dass sich bis ins 19. Jahrhundert fast ausschließlich Mediziner und kaum Philologen mit den überlieferten Texten beschäftigt hatten. Karl Gottlob Kühn, Professor der Physiologie und Pathologie an der Universität Leipzig, gab von 1821 bis 1833 in zwanzig Bänden das Sammelwerk Medicorum Graecorum Opera quae exstant heraus, das im Wesentlichen ein Nachdruck der Ausgabe von René Chartier (1679) ist. Obwohl es in textkritischer Hinsicht überholt ist, stellt es bis heute für viele antike Medizinschriftsteller die einzige moderne Textausgabe dar.
Der Berliner Altphilologe Hermann Diels fasste im späten 19. Jahrhundert den Plan eines umfassenden Corpus der Medizinschriftsteller der Antike. Nach Rücksprache mit dem dänischen Philologen Johan Ludvig Heiberg, der ihm die Unterstützung der Königlich Dänischen Akademie der Wissenschaften in Aussicht stellte, unterbreitete Diels den Plan 1901 der Preußischen Akademie der Wissenschaften, die ihn annahm. Der erste Schritt des Unternehmens war die Erfassung und Katalogisierung sämtlicher Handschriften mit antiken medizinischen Texten im griechischen und lateinischen Original sowie in lateinischen, syrischen, aramäischen und hebräischen Übersetzungen. Nach Veröffentlichung des Katalogs (1905/1906) wurde die Arbeit am CMG 1907 mit Zustimmung der dritten Generalversammlung der Internationalen Assoziation der Akademien aufgenommen. Das Projekt wurde von den Akademien in Kopenhagen, Berlin und Leipzig getragen, wobei die Berliner Akademie federführend war. Das CML, bereits 1905 von der Leipziger Puschmann-Stiftung begonnen, ging in den 40er Jahren in die Hände der Berliner Akademie über. Für die Edition wurden Wissenschaftler aus der ganzen Welt gewonnen.
Auf der Konferenz des Ständigen Ausschusses des CMG 1965 wurde beschlossen, die Editionen künftig nur noch mit englischer, deutscher, französischer und italienischer Übersetzung erscheinen zu lassen.
Ehemalige Mitarbeiter des CMG/L sind unter anderem Diethard Nickel, Vivian Nutton, Gotthard Strohmaier und Max Wellmann.
Das 2010 abgeschlossene Projekt findet eine Fortsetzung im gleichzeitig initiierten Langzeitunternehmen Galen als Vermittler, Interpret und Vollender der antiken Medizin.

## Leiter
Redaktoren
- 1907–1930 Johannes Mewaldt
- 1930–1945 Karl Deichgräber

Arbeitsstellenleiter
- 1946–1961 Konrad Schubring
- 1961–1998 Jutta Kollesch
- 1999–2004 Diethard Nickel
- 2005–2008 Christian Brockmann
- 2009–2010 Roland Wittwer

## Publikationen
Im Corpus der griechischen Ärzte sind bisher 62 Bände erschienen, darunter vier Bände im Supplementum Orientale, das Texte enthält, die nur in Übersetzung in Sprachen des Nahen Ostens erhalten sind. Vom lateinischen Corpus liegen bislang neun Bände vor.